# Rain (canción de The Beatles)
«Rain» es una canción de la banda británica The Beatles, escrita por John Lennon y acreditada al dúo compositor Lennon-McCartney. Fue publicada por primera vez en junio de 1966 como lado B del sencillo «Paperback Writer». Ambas canciones fueron grabadas durante las sesiones de Revolver, pero ninguna aparece en el álbum.
Escrita principalmente por John Lennon, a menudo «Rain» es calificada como el mejor lado B de The Beatles, especialmente por la presencia de un denso sonido y la inclusión de voces al revés, que fueron un indicio de lo que sería Revolver, publicado dos meses después.
Tres videos promocionales fueron hechos para «Rain», protagonizados por The Beatles. Estos videos, junto con otros de The Beatles, hicieron que George Harrison llegara a decir durante The Beatles Anthology, «Así que supongo que, en cierto modo, nosotros inventamos MTV.»

## Grabación

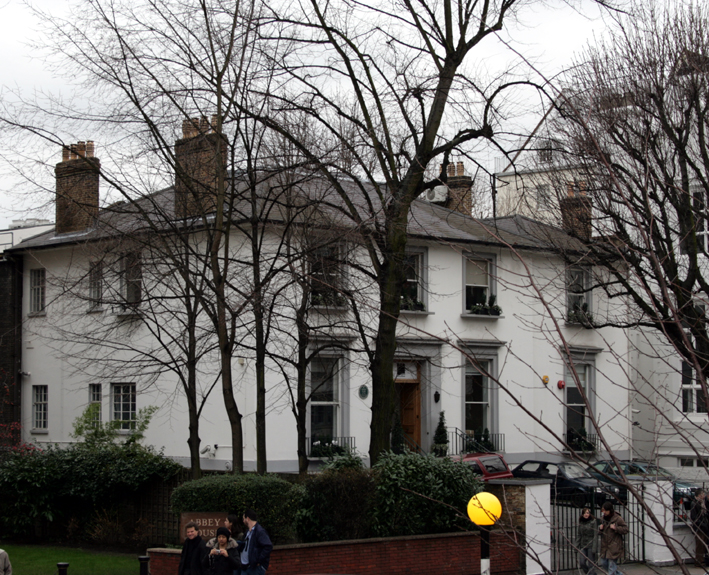
Fotografía de los Estudios EMI, donde se grabó «Rain» en 1966.

Según Neil Aspinall —roadie de The Beatles— y John Lennon, la inspiración de «Rain» se remonta a la gira de la banda en Australia, donde a su llegada al aeropuerto de Melbourne, empezó una gran llovizna y además había un mal clima. Lennon dijo: «Nunca he visto una lluvia tan fuerte, excepto en Tahití», y luego explicó que «Rain» era «sobre la gente que se queja por la lluvia todo el tiempo».
La grabación comenzó el 14 de abril de 1966, en la misma sesión de «Paperback Writer», y concluyó el 16 de abril, con una serie de tomas adicionales para hacer la mezcla final. En ese momento, The Beatles estaban entusiasmados por la experimentación que habían utilizado en el estudio para lograr nuevos sonidos y efectos. Estos experimentos fueron utilizados más tarde en su séptimo álbum, Revolver. Geoff Emerick, que fue el ingeniero de grabación de ambas sesiones, describió una técnica que utilizó en la canción, que consistía en modificar la textura sonora de la cinta para dar el efecto de que «iba más rápida de lo normal». Después de reproducir la cinta a velocidad normal, «la música tenía una calidad tonal radicalmente diferente.» Una técnica similar fue usada para alterar el tono vocal de Lennon. Fue grabada en una grabadora ralentizada, de tal manera que la voz de Lennon se oyera más fuerte cuando se reprodujera a una velocidad normal. El último verso de la canción incluye la voz al revés, que fue uno de los primeros usos de esta técnica en una grabación musical. La técnica de la voz al revés fue utilizada en las líneas «When the sun shines,» «Rain», y «If the rain comes, they run and hide their heads.» Tanto Lennon y el productor George Martin han declarado ser autores de esa idea, Lennon dijo:

«Después de que terminara una sesión de grabación, especialmente de esta canción —que finalizó entre las cuatro y las cinco de la mañana— fui a casa con una cinta de la grabación para ver qué más se podía hacer con ella. Y estaba muy cansado, ya sabes, sin saber lo que estaba haciendo, y se me ocurrió poner la cinta en mi propia grabadora de cintas y sucedió que la había puesto al revés. Y me gustó más como se oía. Así fue como pasó.»

Emerick confirmó el accidente creativo de Lennon, pero Martin lo recuerda de manera diferente:

«Yo siempre estaba jugando con las cintas y pensé que sería divertido hacer algo más con la voz de John. Así que aumenté un poco su voz pasándola por la máquina de cuatro pistas, la puse en otro carrete, pero al acomodarse, la cinta corrió hacia atrás para poder ajustarse. John no estaba en ese momento, pero cuando regresó, quedo sorprendido por cómo se oía.»

El sencillo «Paperback Writer»/«Rain», fue el primero en ser publicado con el uso de un dispositivo desarrollado por el departamento de mantenimiento de EMI, llamado «ATOC» (por sus siglas en inglés «Automatic Transient Overload Control»). El nuevo dispositivo permitía que la grabación se oyera en un volumen más alto, más fuerte que cualquier otro sencillo publicado hasta ese momento. En la mezcla final del sencillo, Lennon tocó la guitarra rítmica (Epiphone Casino) y fue el vocalista líder. Paul McCartney tocaba el bajo (1964 Rickenbacker 4001S) y fue el vocalista de apoyo. George Harrison también fue vocalista de apoyo y tocó la guitarra líder (1962 Gibson Les Paul (SG) Norma). Por último, Ringo Starr tocó la batería (Ludwig) y la pandereta.

## Personal
El personal utilizado en la grabación de la canción fue el siguiente:
- John Lennon - vocalista, guitarra rítmica (Gretsch Nashville).
- Paul McCartney - bajo eléctrico (Rickenbacker 4001s), coros.
- George Harrison - guitarra solista (Gibson Les Paul SG Norma), coros.
- Ringo Starr - batería (Ludwig Super Classic), pandereta.

## Estructura musical
Aunque «Rain» tecnológicamente fue una innovación, tiene una estructura musical simple. Desarrollada en la tonalidad de sol mayor, comienza con lo que Alan W. Pollack llama «un medio compás de ra-ta-tat de un solo de caja orquestal», seguido por una intro de guitarra para el primer acorde. Los versos están compuestos de nueve compases, y la canción esta en un tiempo de 4/4. Cada verso está basado en los acordes de Sol, Do, y Re (I, IV, y V). El estribillo contiene sólo los acordes I y IV, y doce compases de largo (la repetición de un patrón de seis compases). Los primeros dos compases están en el acorde de Sol. El tercero y cuarto están en el de Do. El tercer compás tiene el acorde de Do en el denominado tiempo de 6/4. El quinto y sexto compás vuelven al acorde Sol. El estribillo, aunque aparentemente es más lento que el verso, está en el mismo tempo. Pollack dice que esta ilusión se logra mediante «el cambio de ritmo en los primeros cuatro compases para saltar a algo más laborioso y regular.» Después de los cuatro versos y los dos estribillos, se ejecutan un corto solo de bajo y batería, con un silencio absoluto para un golpe. Después se oye lo que Pollack llama «históricamente importante», las letras al revés. The Beatles fueron pioneros en el uso del coda en fade-out-fade-in que fue posteriormente usado en «Strawberry Fields Forever» y lo uso Led Zeppelin en «Thank You»

## Lanzamiento
La canción fue lanzada como el lado B de «Paperback Writer» en los Estados Unidos (Capitol 5651) el 30 de mayo de 1966 y en el Reino Unido el 10 de junio de 1966 (Parlophone R5452). Posteriormente apareció en las recopilaciones Hey Jude en los Estados Unidos y Rarities en el Reino Unido. También apareció en el CD Past Masters (Parlophone CDP 7 90044 2).

## Videos promocionales

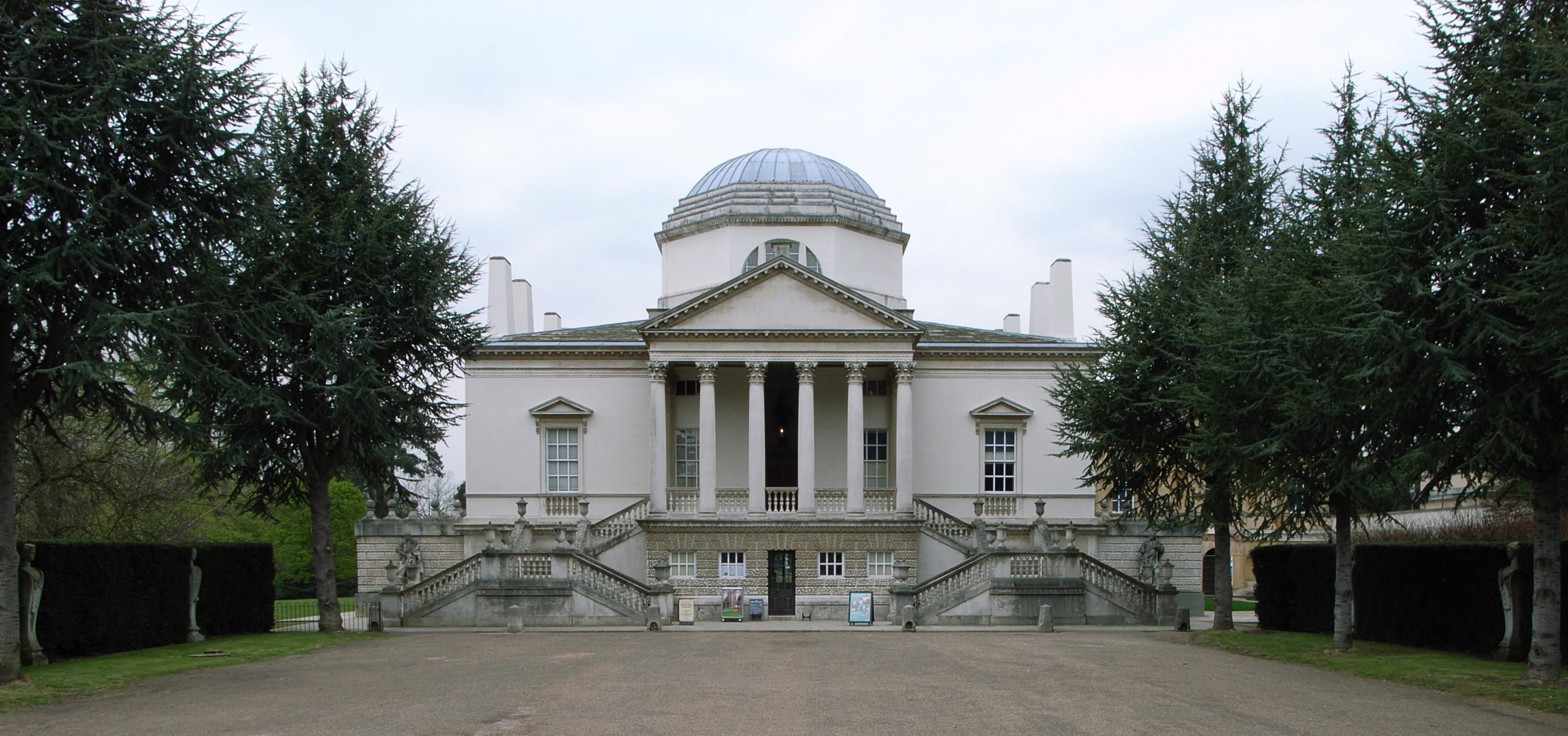
Chiswick House, lugar sonde se rodó el video promocional.

The Beatles filmaron tres videos promocionales para «Rain», que son considerados precursores de los primeros videos musicales. Los videos fueron dirigidos por Michael Lindsay-Hogg, que trabajó con ellos a principios de la década de 1960 en el programa de televisión Ready Steady Go!. El video consiste en la banda caminando y cantando en un jardín y un invernadero (filmado el 20 de mayo de 1966 en Chiswick House, Londres). Los otros dos videos consisten en la banda tocando en un estudio de grabación (filmado el 19 de mayo de 1966, uno a color para el Show de Ed Sullivan y otro en blanco y negro para el Reino Unido). McCartney fue herido en un accidente de motocicleta el 26 de diciembre de 1965, seis meses antes de la filmación del video promocional, y en las primeras grabaciones de la película se le puede observar con un labio herido y un diente astillado. La manera en que apareció McCartney en el video musical de Rain, jugó un papel importante en la leyenda «Paul está muerto», que se hizo famosa en 1969.
El documental The Beatles Anthology incluye una reedición de dos de estos tres videoclips, a un ritmo más rápido y con varios cortes que no fueron utilizados en los videos originales. Esto crea la impresión de que los videos eran técnicamente más complejos y de ritmo rápido, e innovadores que fue el caso.

## Recepción
Las posición más alta de «Rain» en los Estados Unidos fue el n.º 23 en el Billboard Hot 100 el 11 de junio de 1966. El sencillo «Paperback Writer» alcanzó el número uno en el Reino Unido (por dos semanas el 23 de junio de 1966). Es una de las canciones más aclamadas de The Beatles, apareciendo en distintas de listas de las mejores canciones, incluyendo la de la revista Rolling Stone de las 500 mejores canciones de todos los tiempos (n.º 463). AcclaimedMusic.net, posiciona a «Rain» en el n.º 880 en la lista de las 3000 mejores canciones, la vigésima segunda mejor canción de The Beatles en la lista.
También fue notable la manera en que Ringo Starr tocó la batería, de la que dijo ser su mejor actuación. Los críticos concuerdan con la idea, tanto Ian MacDonald y Rolling Stone dijeron que su manera de tocar la batería fue «excelente», y Richie Unterberger de Allmusic lo alabó por su «creativa forma de tocar la batería.»
«Rain» ha sido versionada en numerosas ocasiones desde su lanzamiento como un sencillo, incluyendo Ibex, Humble Pie, y los Allman Brothers. The Grateful Dead interpretó la canción en numerosas ocasiones durante todo el decenio de 1990, a menudo como una repetición. U2 también ha versionado la canción.

## Posición en las listas
| Año  | País           | Lista             | Posición | Semanas N.º 1 | Semanas en lista |
| ---- | -------------- | ----------------- | -------- | ------------- | ---------------- |
| 1966 | Estados Unidos | Billboard Hot 100 | 23       | —             | 7                |
| 1966 | Estados Unidos | Record World      | 28       | —             |                  |
| 1966 | Estados Unidos | Cash Box          | 31       | —             |                  |